# Laveuses sur la rivière
Pour plus de détails, voir Fiche technique et Distribution.
Laveuses sur la rivière est un court métrage documentaire muet français réalisé  par Auguste et Louis Lumière en 1897 et produit par la Société Lumière.

## Description
Des femmes lavent du linge dans un lavoir, sur le bord d’une rivière.

## Remarque
Le film donne une sensation de strate à l'image et de contraste de mouvement avec des femmes aux gestes énergiques, au dessus des hommes très statiques, et encore au dessus une voiture tirée par un cheval qui passe de gauche à droite, puis plus tard, une autre de droite à gauche.

## Fiche technique
- Titre : Laveuses sur la rivière
- Titre original : Laveuses sur la rivière
- Titre alternatif en anglais Washerwomen on the River
- Titre en allemagne : Laveuses sur la rivière
- Titre en Hongrie : Mosónők a folyóparton
- Titre en Italie : Lavandaie lungo il fiume
- Titre en Pologne : Praczki nad rzeka
- Titre en Espagne : Lavanderas en el río
- Réalisation : Auguste et Louis Lumière
- Production : Société Lumière
- Lieu de tournage : France
- Pays d'origine :  France
- Vue no  : 626
- Genre : Documentaire
- Format : Court métrage - Muet - Noir et blanc
- Durée : 45 s
- Dates de sortie :
  - France : 1897
  - France : 14 avril 1900 à Lyon (France) sous le titre Sur le bord de la rivière : laveuses.

## Sources
- Catalogue Lumière, « Laveuses sur la rivière » (consulté le 8 février 2024).